# Simone Stortoni
Simone Stortoni (Chiaravalle, 7 luglio 1985) è un ex ciclista su strada italiano, professionista dal 2009 al 2015.

## Carriera
Debutta nel ciclismo nel 1991. Dal 2004 al 2008 gareggia nella categoria dilettanti Elite/Under-23: nel 2004 veste la divisa della Domina Vacanze-Pedale Fermano, corre poi per quattro anni, dal 2005 al 2008, con la Lucchini-Neri di Luca Scinto, cogliendo diversi successi.
Passa professionista nel 2009 con la CSF Group-Navigare di Bruno Reverberi. L'anno successivo partecipa al Giro d'Italia: si mette in luce nell'ottava tappa, quello con arrivo al Terminillo, giungendo al secondo posto alla spalle del danese Chris Anker Sørensen. Nel 2011 va ancora vicino al primo successo da pro: è infatti secondo al Gran Premio Città di Camaiore (battuto in volata da Fabio Taborre) e nella graduatoria generale della Settimana Ciclistica Lombarda.
Nel 2012 si trasferisce alla Lampre-ISD, squadra World Tour; in stagione prende parte per la prima volta al Tour de France. Alla fine della stagione 2015, corsa con i colori dell'Androni Giocattoli-Sidermec, non trova un ingaggio e si ritira dal ciclismo agonistico.

## Palmarès
- 2006

Cronoscalata Gardone Val Trompia-Prati di Caregno
- 2007

Gran Premio Comune di Cerreto Guidi
Giro del Belvedere
La Bolghera
- 2008

Memorial Pigoni Coli
Gran Premio Industrie del Marmo
Gran Premio Industria Commercio Artigianato - Botticino Mattina
Trofeo Fpt Tapparo

## Piazzamenti

### Grandi Giri
- Giro d'Italia

2010: 73º
2011: 80º
2013: 56º
2015: 50º
- Tour de France

2012: 69º
- Vuelta a España

2013: ritirato (15ª tappa)

### Classiche monumento
- Milano-Sanremo

2010: ritirato
2011: 93º
2015: 117º
- Liegi-Bastogne-Liegi

2012: 107º
2013: 136º